# EKZ CrossTour Baden 2015
De 5e editie van de EKZ CrossTour Baden werd gehouden op 13 september 2015 in Baden. De wedstrijd maakte deel uit van de EKZ CrossTour 2015-2016. De koers werd gewonnen door de Belg Laurens Sweeck en was daarmee de eerste leider in het CrossTour-klassement.

## Mannen elite

### Uitslag
| Plaats  | Naam                  | Ploeg                         | Tijd     |
| ------- | --------------------- | ----------------------------- | -------- |
| Winnaar | Laurens Sweeck        | ERA Real Estate-Murprotec     | 1u00'57" |
| 2       | Philipp Walsleben     | BKCP-Powerplus                | + 7"     |
| 3       | Francis Mourey        | FDJ.fr                        | + 28"    |
| 4       | Dieter Vanthourenhout | Sunweb-Napoleon Games         | + 43"    |
| 5       | Clément Venturini     | Cofidis                       | + 55"    |
| 6       | David van der Poel    | BKCP-Corendon                 | + 1'00"  |
| 7       | Marcel Wildhaber      | Scott-Odlo                    | z.t.     |
| 8       | Florian Vogel         | Scott-Swisspower              | + 1'01"  |
| 9       | Joeri Adams           | Vastgoedservice-Golden Palace | + 1'03"  |
| 10      | Julien Taramarcaz     | ERA Real Estate-Murprotec     | + 1'18"  |
| 11      | 0                     |                               |          |
| 12      | 0                     |                               |          |
| 13      | 0                     |                               |          |
| 14      | 0                     |                               |          |
| 15      | 0                     |                               |          |

| Pos. | Punten |
| ---- | ------ |
| 1    | 80     |
| 2    | 60     |
| 3    | 40     |
| 4    | 30     |
| 5    | 25     |
| 6    | 20     |
| 7    | 17     |
| 8    | 15     |
| 9    | 12     |
| 10   | 10     |
| 11   | 8      |
| 12   | 5      |
| 13   | 4      |
| 14   | 2      |
| 15   | 1      |

 Supercross Baden · 
 Cyclocross Dielsdorf · 
 Cyclocross Hittnau · 
 Cyclocross Eschenbach · 
 Cyclocross Meilen